# José Luís Abreu Valente
José Luís Abreu Valente est un ancien pilote de rallyes portugais.

## Titres
- Double champion du Portugal des rallyes, en 1958 et 1959 ;
- Champion du Portugal des rallyes en catégorie Grand Tourisme, en 1959 ;
- Champion du Portugal des rallyes en catégorie Grand Tourisme de Série, en 1957 et 1958.